# Viggiù

Viggiù. Historisches Luftbild von Werner Friedli (1946)

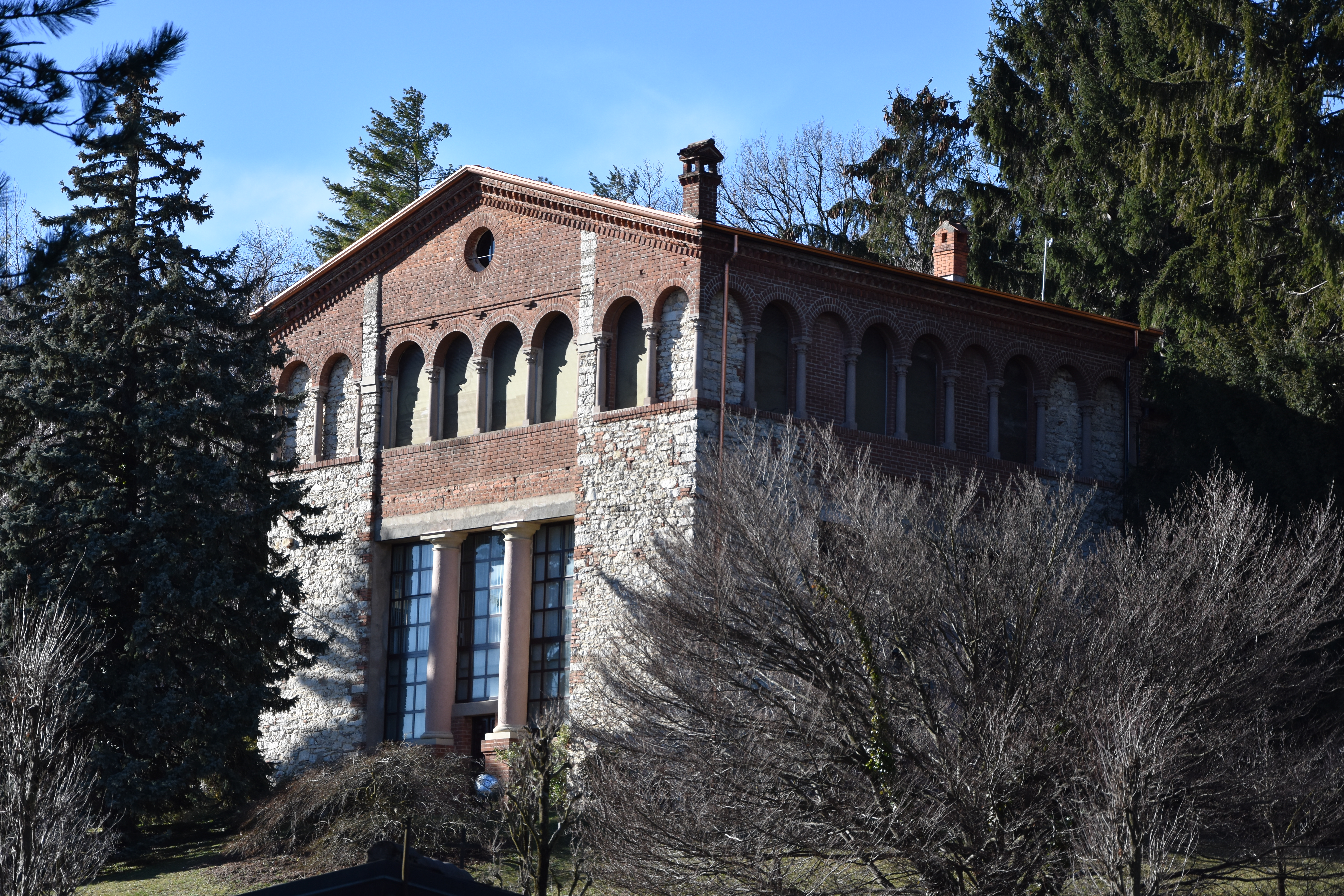
Museum Enrico Butti

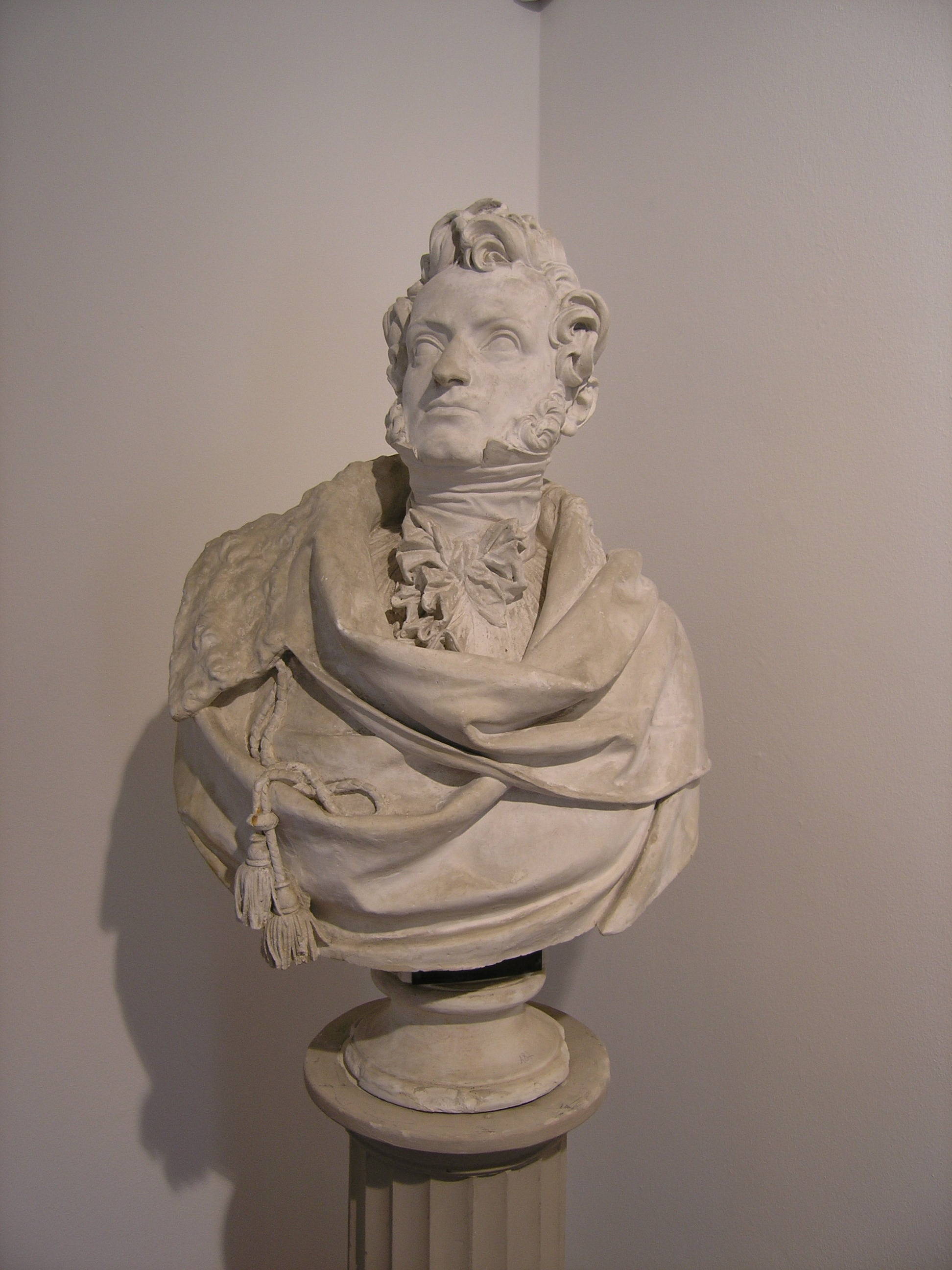
Felice Argenti

Viggiù ist eine italienische Gemeinde in der Provinz Varese in der Region Lombardei.

## Geographie
Die Gemeinde befindet sich circa 50 km nordwestlich von Mailand und circa 8 km nordöstlich von Varese an der Schweizer Grenze und bedeckt eine Fläche von 9,3 km². Zur Gemeinde Viggiù gehört die Fraktion (Ortsteil) Baraggia. Die Nachbargemeinden sind Arcisate, Besano, Bisuschio, Cantello, Clivio, Meride (Schweiz) und Saltrio.

## Geschichte
Das Dorf wurde wahrscheinlich zur Zeit von Julius Cäsar gegründet, ab der aus dem römischen Namen Vicus Juli (das Dorf Julius) im Laufe der Zeit Vicluvium, dann Vigloeno, Vigue und schließlich Viggiù wurde. Schon im 12. Jahrhundert gehörten die Künstler aus Viggiù zur Bruderschaft der Comacini-Meister. Von 1500 bis Mitte des 17. Jahrhunderts gab es in Rom echte Kolonien von artieri  Viggiutesi um wertvolle künstlerische und architektonische Arbeit zu leisten.
In den Statuten von 1346 über die Straßen und Gewässer der Grafschaft Mailand erscheint unter den Orten der Pieve von Arcisate, die zum Unterhalt der Bollate-Straße beitrugen, ein Ort namens Viglue, der dem heutigen Viggiù entspricht (1346). Viggiù wurde zusammen mit den anderen Dörfern der Gemeinde Arcisate ab 1484 ein Lehen der Familie Arcimboldi. In den Registern des Estimo (Grundbuch) des Herzogtums Mailand von 1558 und den nachfolgenden Aktualisierungen im 17. Jahrhundert war Viggiù noch in derselben Pieve enthalten. Ab 1727 wurde das Lehen an den Grafen Giulio Visconti Borromeo Arese vergeben. Nach den Antworten auf die 45 Fragen von 1751 durch die II. Junta der Volkszählung, zahlte das Land dem Feudalherrn 550 Lire pro Jahr für den Dienst des Füllers. Die Rechtsprechung wurde von Podestà Giuseppe Viano Beltramini ausgeübt, der in Arcisate, dem Hauptort der Gemeinde, in der sich das Büro befand, residieren musste und auch Beschwerden des Konsuls der Gemeinde entgegennahm. Die Besoldung des Podestàs betrug 58 Lire und 15 Soldi pro Jahr. Was den Oberrichter anbelangt, so wurden die Beschwerden an das königliche Amt in Varese weitergeleitet, aber es wurde kein Eid auf eines der beiden Ämter geleistet. Die Gemeinde hatte einen besonderen Rat, der aus sechs Regenten und vier Stellvertretern bestand. Die sechs Regenten waren mit der Verwaltung und Erhaltung des öffentlichen Eigentums und der Überwachung der Gerechtigkeit bei den öffentlichen Umlagen betraut. Der Kanzler residierte in Viggiù und die öffentlichen Akten wurden seit einigen Jahren in einer Sakristei in einem der großen Gutachterhäuser aufbewahrt. Die Vergütung des Kanzlers betrug 65 Lire pro Jahr.
Mit der Aktivierung der Gemeinden der Provinz Como, gemäß der territorialen Aufteilung des Königreichs Lombardo-Venetien (Mitteilung vom 12. Februar 1816), wurde die Gemeinde Viggiù in den Bezirk XIX von Arcisate aufgenommen. Mit der Regierungsbotschaft 1823 September 9 n.  29214/3494 wurde in der Gemeinde Viggiù die Ersetzung des Stadtrats durch den Generalkonvent genehmigt (Variazioni compartimento provincia di Como, 1816–1835). Viggiù, eine Gemeinde mit Stadtrat, wurde im Bezirk XIX von Arcisate durch das folgende Compartimento territoriale delle province lombarde (Mitteilung vom 1. Juli 1844) bestätigt. Im Jahr 1853 (Mitteilung vom 23. Juni 1853) wurde Viggiù, eine Gemeinde mit einer Stadtverwaltung ohne eigenes Büro und mit 2291 Einwohnern, dem Bezirk XVII von Arcisate zugeordnet.
Nach der zeitweiligen Vereinigung der lombardischen Provinzen mit dem Königreich Sardinien wurde die Gemeinde Viggiù mit 2.259 Einwohnern, die von einem fünfzehnköpfigen Gemeinderat und einem zweiköpfigen Stadtrat verwaltet wird, gemäß der durch das Gesetz vom 23. Oktober 1859 festgelegten territorialen Aufteilung in den Bezirk II von Arcisate, Bezirk II von Varese, Provinz Como, eingegliedert. Bei der Gründung des Königreichs Italien im Jahr 1861 hatte die Gemeinde 2.360 Einwohner (Volkszählung 1861). Nach dem Gemeindegesetz von 1865 wurde die Gemeinde von einem Bürgermeister, einer Junta und einem Rat verwaltet. Im Jahr 1867 wurde die Gemeinde in denselben Bezirk, Kreis und dieselbe Provinz eingegliedert.
Im Jahr 1924 wurde die Gemeinde in den Bezirk Varese der Provinz Como eingegliedert. Nach der Gemeindereform von 1926 wurde die Gemeinde von einem Podestà verwaltet. Im Jahr 1927 wurde die Gemeinde der Provinz Varese zugeschlagen. Im Jahr 1927 wurden die aufgelösten Gemeinden Clivio und Saltrio zur Gemeinde Viggiù zusammengefasst (Königlicher Erlass Nr. 2389 vom 4. September 1927). Bis 1927 behielt die Gemeinde den Namen Viggiù und von 1927 bis 1935 nahm sie den Namen Viggiù ed Uniti an. Nach der Gemeindereform von 1946 wurde die Gemeinde Viggiù von einem Bürgermeister, einer Junta und einem Gemeinderat verwaltet. 1953 wurden die neu gebildeten Gemeinden Clivio und Saltrio von der Gemeinde Viggiù abgetrennt (Präsidialdekret Nr. 703 vom 30. Juli 1953). Im Jahr 1971 hatte die Gemeinde Viggiù eine Fläche von 930 Hektar.

## Bevölkerung
| Bevölkerungsentwicklung | Bevölkerungsentwicklung | Bevölkerungsentwicklung | Bevölkerungsentwicklung | Bevölkerungsentwicklung | Bevölkerungsentwicklung | Bevölkerungsentwicklung | Bevölkerungsentwicklung | Bevölkerungsentwicklung | Bevölkerungsentwicklung | Bevölkerungsentwicklung | Bevölkerungsentwicklung | Bevölkerungsentwicklung | Bevölkerungsentwicklung |
| ----------------------- | ----------------------- | ----------------------- | ----------------------- | ----------------------- | ----------------------- | ----------------------- | ----------------------- | ----------------------- | ----------------------- | ----------------------- | ----------------------- | ----------------------- | ----------------------- |
| Jahr                    | 1805                    | 1809                    | 1853                    | 1871                    | 1881                    | 1901                    | 1921                    | 1951                    | 1971                    | 1991                    | 2001                    | 2021                    |                         |
| Einwohner               | 1523                    | *2137                   | 2291                    | 2395                    | 2488                    | 2532                    | 2500                    | 2918                    | 5171                    | 4829                    | 4968                    | 5066                    |                         |

- 1809 Fusion mit Clivio und Saltrio
- 1931 Fusion mit Clivio und Saltrio

## Sehenswürdigkeiten
- Pfarrkirche Santo Stefano wurde im 15. Jahrhundert auf ihre heutige Größe erweitert: drei große Kirchenschiffe, die in vier Buchten unterteilt sind, und die an den Enden von sechs monolithischen Säulen aus pietra di Saltrio begrenzt und von Kapitellen überragt werden.
- Kirche Santa Maria Nascente, genannt Madonnina, wurde 1718 an der Stelle einer kleinen Votivkapelle errichtet, die als Ex-Voto gegen die Pest gebaut wurde.
- Kirche San Martino mit einem eleganten Portal aus dem 16. Jahrhundert (mit dem Longhi-Wappen in der Mitte) hat einen tiefen Hallenplan und spiegelt die Schlichtheit wider, die ihr Äußeres auszeichnet; das Altarbild zeigt die Kreuzigung. Das Gebäude, ursprünglich die erste Pfarrkirche in Viggiù, wurde im 17. Jahrhundert zur Privatkapelle der Familie Longhi.
- Kirche Madonna della Croce, auch Beata Vergine Assunta genannt; die Fassade im klaren Neo-Renaissancestil wurde in der Mitte des 19. Jahrhunderts nach einem Entwurf von Giacomo Buzzi Leone gebaut. Die wichtigsten Teile sind: Portale, Fenster, architektonische Elemente aus Viggiù-Stein; an den Seiten der Fassade sind Terrakotta-Medaillons des Bildhauers Luigi Buzzi Leone mit den Darstellungen: Moses links, David rechts. Der Innenraum bewahrt ein Gemälde von einem unbekannten Künstler gegen Ende des 15. Jahrhunderts und wird der Schule von Ambrogio da Fossano, genannt Bergognone, zugeschrieben, es stellt die Jungfrau mit Kind dar, die auf einem reichen gotischen Thron sitzt.
- Kirche Sant’Elia. Die Kirche steht auf dem Gipfel des Hügels Sant’Elia in 665 m Höhe. Die cluniazensische Einsiedelei unterstand dem Priorat von Vertemate, wie es in einem Dekret von Papst Urban II. aus dem Jahr 1095 heißt, und war im 13. Jahrhundert die einzige dem Propheten geweihte Kirche der Diözese. Das heutige Gebäude ist das Ergebnis einer Reihe von Umbauten im 16. und 17. Jahrhundert.
- Museum Enrico Butti.

## Literatur

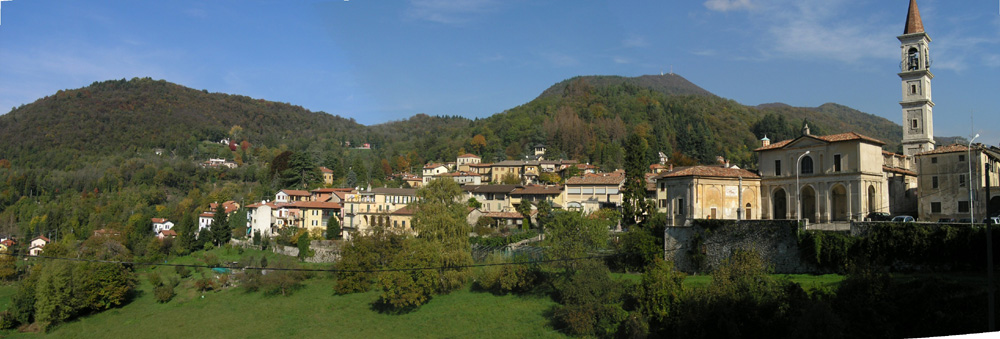
Viggiù